# Szczepan Dołęga-Zakrzewski
Szczepan Dołęga-Zakrzewski (ur. 1825 w Olszewcu pow. przasnyskiego, zm. 23 grudnia 1892 w Ciechanowie) – ziemianin, działacz społeczny, powstaniec styczniowy.
Urodził się w 1825 roku w majątku Olszewiec pow. przasnyskiego. Był pierworodnym synem Jana i Scholastyki ze Zberowskich. Ojciec Szczepana – Jan (1803–1869) – był właścicielem szeregu majątków ziemskich na północnym Mazowszu: Kamienia, Międzylesia, Sokołowa, Mlic-Kozik, Łęgu, Kosmaczewa, Petrykozów. Żonaty był dwukrotnie. Najpierw ze Scholastyką Zberowską (matką Szczepana), a po jej śmierci, z kuzynką Eleonorą Zakrzewską, z którą miał m.in. syna Edwarda (było to jego najmłodsze dziecko). Od Jana pochodzi Linia na Kosmaczewie, Białyszewie i Majkach rodziny Dołęga-Zakrzewskich.
Ukończył Gimnazjum Klasyczne w Płocku. Następnie studiował w Instytucie Agronomicznym w Marymoncie.
W 1842 roku został właścicielem dóbr Sokołowo w pow. przasnyskim. W 1848 roku wziął udział w powstaniu wielkopolskim. W 1855 roku, po sprzedaniu Sokołowa, zakupił dobra białyszewskie, leżące w pow. sierpeckim (Białyszewo, Szczepanki, Ważyno Kmiece, Piaski Białyszewskie). Był także właścicielem majątku Mlice-Kostery. Dobra ziemskie, będące jego własnością, liczyły łącznie około 960 hektarów.
Szczepan Zakrzewski wziął czynny udział w powstaniu styczniowym 1863 roku. Jego majątek był jednym z ważniejszych ośrodków udzielających materialnej pomocy powstańcom na północnym Mazowszu. Przystąpił też (na czele liczącego pięciu ludzi oddziału, który sam wyekwipował w konie i w broń) do partii Tomasza Kolbego, operującej na terenie powiatów mławskiego, przasnyskiego i ciechanowskiego. Oddział Kolbego został otoczony nad rzeczką Łydynią w pierwszych dniach maja 1863 roku. Tomasz Kolbe poległ, a Szczepan, wraz z jednym ze swoich ludzi, ukrywał się w okolicznych dworach. Po powrocie do domu został oskarżony przez miejscowe władze carskie o wspomaganie powstańców i obciążony kontrybucją. Represje carskie odbiły się w fatalny sposób na stanie jego majątku.
W 1867 roku został wybrany radcą Towarzystwa Kredytowego Ziemskiego w Płocku. W 1884 roku był ławnikiem Sądu Gminnego Okręgu I, obejmującego gminy Borkowo, Białyszewo, Kossemin i Lisewo.
W 1891 roku został zmuszony do sprzedania swych zadłużonych majątków. Osiadł w Ciechanowie. Został pochowany na starym cmentarzu ciechanowskim w grobowcu rodzinnym.
Był dwukrotnie żonaty. Najpierw z Teofilą Elżbietą Zakrzewską, córką Franciszka Ksawerego z Mokrska, a następnie z Józefą Smoleńską, córką Juliana z Setropia. Druga żona zapisała się jako wybitna działaczka społeczna w Ciechanowie. Miał z nimi dwanaścioro dzieci, które weszły w wiek dojrzały.